# 73a Divisió (Exèrcit Popular de la República)
La 73a Divisió va ser una de les divisions de l'Exèrcit Popular de la República que es van organitzar durant la Guerra Civil espanyola sobre la base de les Brigades Mixtes. Va arribar a participar en la batalla de Valsequillo-Peñarroya.

## Historial
La unitat va ser creada a mitjan 1938, dins del Grup d'Exèrcits de la Regió Central (GERC), com una força de reserva.
La nova divisió estaria composta per les brigades mixtes 21a, 83a i 219a, quedant situada en el front del Centre. A la fi d'any, integrada en el XVII Cos d'Exèrcit, la 73a Divisió va partir cap al front del Sud. El gener de 1939 va prendre part en la batalla de Valsequillo-Peñarroya, en suport de les forces republicanes que es trobaven a l'interior de la «bossa». La unitat, al costat de la 64a Divisió, va llançar atacs successius contra les posicions franquistes en el sector Moritos-Mataborracha, que van resultar infructuosos. Després del final de les operacions la divisió, que va sofrir un considerable desgast, va passar a la reserva i va quedar situada en el front del Centre.
Al març de 1939, durant el cop de Casado, la 83a Brigada Mixta —que formava part de la divisió— va intervenir en els combats a favor de les forces casadistes.
Cap al final de la contesa la unitat es va autodissoldre.

## Comandaments
Comandants
- Major de milícies Francisco Carro Rozas;[6][7]